# Catamarruc

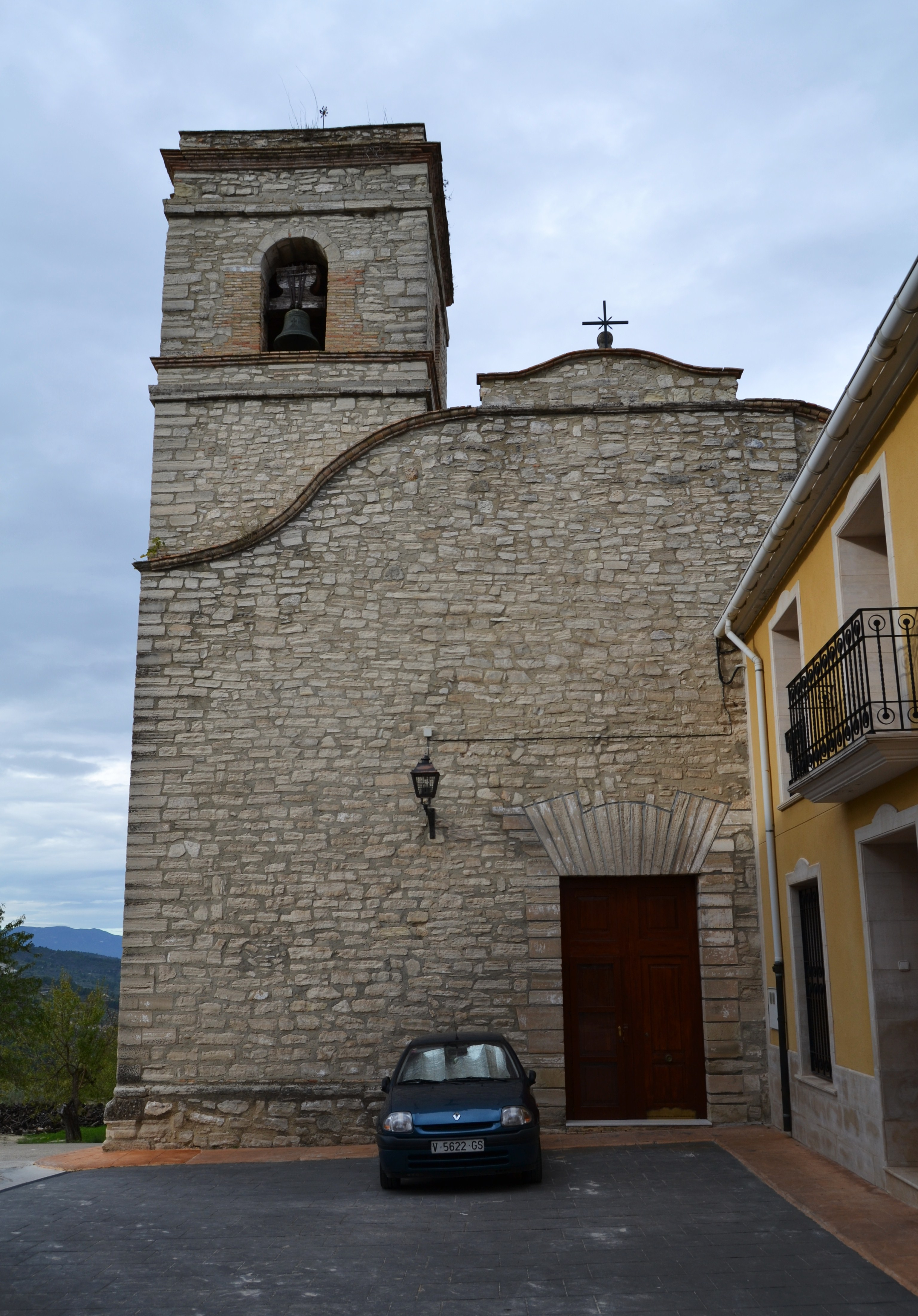
Església de Sant Josep de Catamarruc

Catamarruc és un poble de la comarca del Comtat, al País Valencià. És al terme municipal de Planes, del qual és una pedania. El 2009 tenia 49 habitants.
Està situat al vessant nord de la serra d'Almudaina, un quilòmetre a l'est de la capital municipal.
Quant a patrimoni historicoartístic, hi destaca l'església, dedicada a Sant Josep (anteriorment, als Sants Cosme i Damià), la parròquia de la qual també incorpora una altra pedania, Margarida, i els despoblats de Benicapsell i Llombo.